# 1982-85: come una promessa
1982-85: come una promessa è una raccolta di brani pubblicati dall'Hardcore punk band torinese Declino, durante tutta la loro carriera.
Pubblicato su CD nel 2004 dalla SOA Records è stato ristampato su LP nel 2005 dalla Agipunk.

## Tracce
1. Intro / Vittime
2. Inutile trionfo
3. Frontiere
4. Terra bruciata / Giustizia parte II
5. Mortale tristezza
6. Eresia
7. Vita
8. Diritto / Dovere
9. Tutto ciò che mi sai dire
10. Le regole
11. Troppo facile morire
12. Ti sto ignorando
13. Come una promessa
14. Rivolta e negazione
15. Scelte imposte
16. Coscienza distruttiva
17. Nessuna fiducia